# Macrinus
Marcus Opellius Macrinus, född 164 i hamnstaden Caesarea i Mauretania, död 8 juni 218 i Archelais i Cappadocia, blev den 11 april 217 romersk kejsare som Imperator Marcus Opellius Severus Macrinus Pius Felix Augustus. Han var gift med Nonia Celsa och far till Marcus Opellius Diadomenianus.

## Vägen till makten
Macrinus hade moriska rötter och var den förste icke-senatorn som blev kejsare. Hans föräldrar tillhörde equites och kan räknas till den romerska medelklassen. Macrinus tänkte först bli advokat, men ändrade sina planer när han fick en tjänst inom praetoriangardet, vilket då anfördes av Plautianus, och senare under Caracalla blev utsedd till praetorianprefekt, en post han innehade tills han blev kejsare. Macrinus var anstiftare till mordet på kejsar Caracalla den 8 april 217 men väntade till den 11 april innan han sökte truppernas stöd för att bli kejsare. Det är troligt att det inte fanns någon klar arvtagare efter Caracalla.

## Kejsartiden
Macrinus inledde sitt styre med några nödvändiga avrättningar och utbyten av provinsguvernörer. Partien hade varit oförberett på Caracallas anfall år 216, men nu hade kungadömet uppbådat en stark armé och ryckte fram på romarnas bekostnad. Romare och parther stötte samman i Nisibis i norra Mesopotamien, men efter hårda strider fick parterna övertaget. Macrinus gick då med på att köpa en fred för den enorma summan av tvåhundra miljoner sestertii. Detta, kombinerat med att han börjat avskaffa de privilegier som Caracalla givit trupperna, ledde till att hans anseende blev allt lägre bland militärerna.
Då dök "den falske Antoninus" upp. Den blivande Heliogabalus smugglades natten till den 15 maj 218 in i tredje legionens läger, där han utropades till kejsare och inledde ett uppror. Ett skäl för soldaterna att stödja den då 14-årige blivande kejsaren var ryktet att han skulle vara den bland soldaterna så populäre Caracallas son. Macrinus gav som svar sin då nioårige son Diadumenianus titeln Augustus, vilket gav honom ett tillfälle att muta trupperna, men situationen blev ohållbar och Macrinus flydde till Antiokia. Utanför Antiokia förlorade han ett slag mot Heliogabalus rebeller och fick fly vidare mot Rom. När han skulle korsa Bosporen blev han förrådd, varefter han fördes till Archelais i Kappadokien och avrättades.

## Bilder
| - Medaljong med Macrinus och sonen Diadumenianus. - Aureus med Macrinus porträtt och på andra sidan Macrinus och Diadumenianus med personifikationen för Liberalitas, ”frikostigheten”. |